# Люба Ерменґард
Люба Ерменґард або Люба Ерменґард, або Серце сільської дівчини (англ. Sweet Ermengarde) — коротке комічне оповідання американського письменника-фантаста Говард Лавкрафта, який писав під псевдонімом «Персі Сімпл». Як комедія, вона є цікавинкою його ранньої творчості і, ймовірно, була написана між 1919 і 1921 роками; дослідники творчості Лавкрафта стверджують, що це «єдиний художній твір Г. Л., який не може бути точно датований».

## Зміст
Історія є пародією на романтичну мелодраму, в центрі якої — Етіл Ерменгард Стаббс та її стосунки з лихим іпотекотримачем сквайром Гардманом, потенційним рятівником Джеком Менлі та нареченим Елджерноном Реджинальдом Джонсом. Енциклопедія Г. П. Лавкрафта припускає, що більш точною мішенню для сатири Лавкрафта був письменник Фред Джексон, чиї романи часто "мають саме ту неправдоподібність сюжету і сентиментальність дії, яка пародіюється в «Милій Ерменґарді».

## Впливи
Енциклопедія Г. Ф. Лавкрафта припускає, що більш точною мішенню для сатири Лавкрафта був письменник Фред Джексон, чиї романи часто "мають саме ту неправдоподібність сюжету і сентиментальність дії, яка пародіюється в «Солодкій Ерменґарді».